# Johann Strauß – Der König ohne Krone
Johann Strauß – Der König ohne Krone ist eine 1986 in den DEFA-Studios von Potsdam-Babelsberg entstandene, gemeinsam mit Österreich produzierte Filmbiografie des „Walzerkönigs“ Johann Strauss von Franz Antel mit Oliver Tobias in der Titelrolle.

## Handlung
Die Geschichte beginnt mit einer klassischen Wiener-Opernball-Veranstaltung der Jetztzeit, also 1986. Von dort wird beim Donauwalzer zurückgeblendet zur Jahrhundertwende um 1900.
Rückblick: Der Walzerkönig Johann Strauss Sohn ist soeben gestorben, und man schaut zurück auf sein übervolles Leben, seine Lieben und Leiden, seine Erfolge und Triumphe aber auch seine Ängste und die Probleme mit Frauen, Staat und Kirche. Im Mittelpunkt der Handlung stehen vor allem seine Beziehungen zu seinen drei Gattinnen: Da ist seine Begegnung mit Henriette Treffz, genannt Jetty, die seine erste Ehefrau werden soll und sich rührend um den aufstrebenden Komponisten kümmert. Sie übernimmt sogar sein Management und legt dabei hohe Professionalität an den Tag. Bereits 1878 stirbt Jetty. Seine zweite Gattin, Lily Strauss, die der Walzerkönig bereits 50 Tage nach dem Tod der geliebten Jetty ehelicht, ist eine überaus ehrgeizige Soubrette, die erhofft, durch ihren bereits sehr bekannten Mann Karriere machen zu können. Die Ehe scheitert, und Strauss lässt sich bereits 1882 von der koketten Deutschen wieder scheiden, was im katholischen Österreich ein mächtiger Affront war und zudem eine neue Eheschließung nach katholischem Recht unmöglich machte.
Seit 1883 lebt der Walzerkönig mit der 31 Jahre jüngeren Adele Deutsch zusammen, die aus dem glaubensstarren Wien zu ihrer Tante, der Baronin Amelie, nach Sachsen flieht. Strauss folgt ihr, wird sächsischer Staatsbürger und tritt zum protestantischen Glauben über. Jetzt erst kann er Adele Strauss 1887 heiraten und zu seiner dritten und letzten Ehefrau machen. Schließlich gibt der Hof in Wien nach, und Kaiser Franz Joseph I. ruft den Konvertiten eines Tages nach Wien zurück. Die Rückkehr des „verlorenen Sohnes“ wird zum Triumphzug sondergleichen, Strauss feiert seine größten Erfolge, die in der Wiederaufführung seiner Operette „Die Fledermaus“ an der kaiserlichen Hofoper gipfeln. Ein Jahr nach Straußens Ableben im Alter von 73 Jahren versucht seine Witwe Adele, eine penible Managerin und Nachlassverwalterin seiner Werke, in letzter Minute den Druck einer Strauß-Biografie zu verhindern, die sein Bruder Eduard, der stets im Schatten von Johann stand, geschrieben hat.

## Produktionsnotizen
Durch seinen in der DDR unerwartet erfolgreichen Film Der Bockerer stellte Franz Antel den Kontakt zum Vize-Minister für Kultur Horst Pehnert her. Er wurde von Pehnert zu Co-Produktionsgesprächen nach Berlin eingeladen, um mit der DEFA eine gemeinsame Produktion zu vereinbaren. Antel, angeregt durch das Buch Johann Strauss. Weltgeschichte im Walzertakt von Marcel Prawy, verwarf alle vorgebrachten Ideen und gewann seine Partner für einen Film über Johann Strauss mit dem Hinweis, dass der in Coburg verheiratete Walzerkönig eigentlich ein Sachse gewesen sei.
Als Drehbuchautor setzte Antel den weltbekannten Romanautor und Ex-Wiener Frederic Morton durch, obwohl dieser noch nie ein Drehbuch geschrieben hatte. Eine amerikanische Firma bot sich an, mitzuproduzieren und mit Martin Sheen den Hauptdarsteller zu liefern. Binnen kurzer Zeit trieb Antel 24 Millionen Schilling Privatkapital auf, so dass ihm zusammen mit zugesagten Zulagen und Krediten sowie mit den Sachleistungen der DEFA 46 Millionen zur Verfügung standen.
Als das Drehbuch endlich fertig war, erhielt Antel bald eine Absage von Martin Sheen und seinen US-Producern. Antel ahnte, dass seine Herangehensweise an Strauss als zu konservativ und unspektakulär aufgefasst wurde, aber nachdem er bereits viel Geld in das Projekt investiert hatte, gab es kein Zurück mehr. Nachdem Verhandlungen mit Michael York, Jan Niklas und Richard Chamberlain gescheitert waren, wurde mit dem in England erfolgreichen Schweizer Oliver Tobias endlich ein geeigneter Strauss-Darsteller gefunden.
Im Juli 1986 begannen die Dreharbeiten. Johann Strauß – Der König ohne Krone, auch Johann Strauß – Der ungekrönte König, beide Titel in der nicht korrekten Schreibweise (eigentlich: Johann Strauss), entstand mit internationaler Besetzung 1986 in den DEFA-Studios von Potsdam-Babelsberg sowie auf Schloss Friedenstein in Gotha. Allein an der Halle der Pariser Weltausstellung wurde neun Wochen gebaut. Die Innenaufnahmen der Wiener Staatsoper mussten nach Dresden in die neueröffnete Semper-Oper verlegt werden, denn eine Vorstellung in Wien war unbezahlbar.
Erwin Halletz arrangierte und dirigierte die Kompositionen von Strauss mit der Dresdner Staatskapelle. Nur für den Donauwalzer wurde eine ältere Aufnahme von Robert Stolz verwendet. Kurt Kodal war auf österreichischer Seite Produktionsleiter, Ferry Windberger entwarf – bei diesem Film letztmals – die Bauten, die 80-jährige Gerdago, die hiermit ihre über fünf Jahrzehnte währende, glanzvolle Filmkarriere beendete, die Kostüme. Die in ebendiesen Positionen eingesetzten DEFA-Beteiligten (Produktionsleiter Werner Langer, Szenenbildner Harald Horn, Kostümbildner Günther Heidemann) sind weitgehend unbekannte Leute. Für Antels langjährigen Kameramann Hanns Matula war dies der Schlusspunkt seiner Karriere, er starb im Jahr der Uraufführung.
Mit Ausnahme von Rolf Hoppe (als Herzog Ernst II.) wurden von Seiten der DDR lediglich mehrere Kleindarsteller und das Gros der Techniker gestellt. Nach sieben Wochen in Berlin wurde vier Wochen in Wien gedreht, wo weitere Außenaufnahmen entstanden (Schloss Schönbrunn etc.). Nun begann die Fertigstellung des Films in einer englischen, einer französischen und einer deutschen Version.
Die Uraufführung fand am 19. März 1987 in Wien statt, in Ostberlin lief der Streifen am 21. März desselben Jahres an. In der Bundesrepublik Deutschland konnte man Johann Strauß – Der König ohne Krone ab dem 9. April 1987 sehen. An der Wiener Premiere nahm auch Bundespräsident Kurt Waldheim teil, es folgte ein Gala-Souper für dreihundert Ehrengäste im Intercontinental.

## Rezeption
Antel war sich darüber im Klaren, dass dieser Film sehr viel einspielen musste, um die enormen Kosten zu decken. Die bald einsetzenden schlechten Kritiken konnte er wegstecken, da er dergleichen seit vielen Jahren gewohnt war. Bald zeigte sich jedoch, dass auch die Einspielergebnisse schlecht und die Kinos im In- und Ausland nur schwach besucht waren. Der Verkauf in die USA wollte gar nicht klappen. Dies bedeutete den Ruin für Antels Firma.

## Kritiken
Die Kritiken zu Antels kostspieligstem Streifen fielen weitgehend vernichtend aus. Nachfolgend einige Beispiele aus Ost und West:

„In ersten Rezensionen in ‚DDR‘-Zeitungen hat der Film ‚Johann Strauß – der ungekrönte König‘ von Franz Antel, die erste Gemeinschaftsproduktion zwischen Österreich und der ‚DDR‘, ein kritisches Echo hervorgerufen. Die Ost-‚Berliner Zeitung‘ meinte unter der Überschrift ‚Wiener Charme und Schlagobers‘, der Ausstattungs- und Unterhaltungsfilm teile sich dem Publikum ‚fast ausschließlich über die Oberfläche‘ mit. Es sei ein Film, der ‚in gemütlicher Pracht auf Breitwand abrollt‘ und schöne Bilder biete. Das SED-Organ ‚Neues Deutschland‘ vermißt in dem Film ‚eine mitreißende künstlerische Synthese‘.“

„Der Titel ließ gespenstische Ahnung aufkommen, doch was nun auf der Leinwand zu sehen ist, glaubt man kaum für möglich zu halten. Oliver Tobias mimt einen steifen Widerling, der nebenbei auch komponiert, aber vor allem damit beschäftigt ist, sich mit sehnsüchtig aufblickenden Frauen zu umgeben. Dazwischen Operettenkitsch und abgehackte Walzerseligkeit für den anachronistischen Kulturexport…“

„Trotz der Bemühungen von sechs Autoren …ließ sich kein auch nur einigermaßen schlüssiger, interessanter oder gar spannender Handlungsablauf bewerkstelligen. (…) Es ist geradezu sensationell, mit welch biederer Betulichkeit und wie ohne jeden Witz und Charme Franz Antel sein Alterswerk in Szene setzte. Dabei wurde er aufs unglücklichste unterstützt von seinem Kameramann Hans Matula, der die Totalen grundsätzlich als starre Postkarten abliefert und die Sänger durch brutale Großaufnahmen zur Strecke bringt.“

„Der durch seinen antifaschistischen Film Der Bockerer hoffähig gewordene österreichische Routinier Franz Antel wollte aus seinem schon mehrfach verfilmten Stoff einen Welterfolg erzwingen. Dabei ging alles spezifisch Österreichische verloren. Die DEFA hoffte mit diesem Film vergeblich auf internationales Renommee.“

Im Lexikon des Internationalen Films heißt es: „Einige historisch belegte Stationen im Leben des Walzer- und Operettenkomponisten Johann Strauß Sohn; der Hauptakzent liegt auf den Ehe- und Liebesgeschichten, vermengt mit frei erfundenem, meist banalem, mitunter auch albernem Beiwerk. Eine belanglose Unterhaltungsmischung.“

„Mit den bunten Bilderbögen ‚Casanova & Co.‘ und ‚Johann Strauß – der König ohne Krone‘ versuchte Antel auf den internationalen Kinomarkt vorzustoßen – trotz internationaler Starbesetzung jedoch ohne die erhoffte Resonanz.“

Cinema befand: „Eine banal-alberne Kolportage.“